# Championnat d'Uruguay de football 1974
Navigation
Édition précédente Édition suivante
La 72e édition du championnat d'Uruguay de football est remportée par le Club Atlético Peñarol. C’est le trente-deuxième titre de champion du club, le deuxième consécutif. Le Peñarol l’emporte avec cinq points d’avance sur le Club Nacional de Football. Liverpool Fútbol Club complète le podium.
Le Club Atlético Bella Vista est relégué en deuxième division et remplacé pour la saison 1975 par le Racing Club de Montevideo.
Tous les clubs participant au championnat sont basés dans l’agglomération de Montevideo. 
L’uruguayen Fernando Morena (Peñarol) termine avec  27 buts en 22 matchs meilleur buteur du championnat pour la deuxième année consécutive.

## Les clubs de l'édition 1974
| \| Montevideo: · Bella Vista · Nacional · Peñarol · Club Atlético Progreso · Defensor · Liverpool · River Plate · Club Atlético Cerro · Huracán Buceo · Danubio Fútbol Club · Rentistas · Wanderers · Centro Atlético Fénix Montevideo \| Localisation des clubs engagés dans le championnat. |
| Montevideo: · Bella Vista · Nacional · Peñarol · Club Atlético Progreso · Defensor · Liverpool · River Plate · Club Atlético Cerro · Huracán Buceo · Danubio Fútbol Club · Rentistas · Wanderers · Centro Atlético Fénix Montevideo                                                           |

| Club                                  | Stade                       | Capacité | Ville      |
| ------------------------------------- | --------------------------- | -------- | ---------- |
| Club Atlético Bella Vista             | Parque José Nasazzi         | -        | Montevideo |
| Club Atlético Cerro                   | Estadio Luis Tróccoli       | -        | Montevideo |
| Danubio Fútbol Club                   | Jardines Del Hipódromo      | -        | Montevideo |
| Defensor Sporting Club                | Estadio Luis Franzini       | -        | Montevideo |
| Centro Atlético Fénix                 | Estadio Parque Capurro      | -        | Montevideo |
| Club Social y Deportivo Huracán Buceo | Parque Huracán              | -        | Montevideo |
| Liverpool Fútbol Club                 | -                           | -        | Montevideo |
| Club Nacional de Football             | Estadio Gran Parque Central | -        | Montevideo |
| Club Atlético Peñarol                 | Estadio Centenario          | -        | Montevideo |
| Club Atlético Rentistas               | Complejo Rentistas          | -        | Montevideo |
| Club Atlético River Plate             | -                           | -        | Montevideo |
| Montevideo Wanderers Fútbol Club      | Estadio Viera               | -        | Montevideo |

## Compétition

### Classement

#### Premier tour
Le classement est établi sur le barème de points suivant : victoire à 2 points, match nul à 1, défaite à 0.
| Rang | Équipe                                | Pts | J  | G  | N  | P  | Bp | Bc | Diff |
| ---- | ------------------------------------- | --- | -- | -- | -- | -- | -- | -- | ---- |
| 1    | 'Club Atlético Peñarol T'             | 36  | 22 | 16 | 4  | 2  | 51 | 21 | +30  |
| 2    | Club Nacional de Football             | 31  | 22 | 14 | 3  | 5  | 45 | 25 | +20  |
| 3    | Liverpool Fútbol Club                 | 31  | 22 | 14 | 3  | 5  | 47 | 29 | +18  |
| 4    | Club Atlético Bella Vista             | 24  | 22 | 7  | 10 | 5  | 31 | 30 | +1   |
| 5    | Defensor Sporting                     | 21  | 22 | 5  | 11 | 6  | 23 | 26 | -3   |
| 6    | Danubio Fútbol Club                   | 20  | 22 | 7  | 6  | 9  | 32 | 32 | 0    |
| 7    | Montevideo Wanderers Fútbol Club      | 18  | 22 | 5  | 8  | 9  | 21 | 25 | -4   |
| 8    | Centro Atlético Fénix P               | 18  | 22 | 5  | 8  | 9  | 20 | 30 | -10  |
| 9    | Club Social y Deportivo Huracán Buceo | 17  | 22 | 5  | 7  | 10 | 27 | 39 | -12  |
| 10   | Club Atlético Rentistas               | 17  | 22 | 4  | 9  | 9  | 25 | 40 | -15  |
| 11   | Club Atlético River Plate             | 16  | 22 | 3  | 10 | 9  | 15 | 29 | -14  |
| 12   | Club Atlético Cerro                   | 15  | 22 | 5  | 5  | 12 | 30 | 41 | -11  |

| Légende : Qualifications et relégations | Légende : Qualifications et relégations                            |
| --------------------------------------- | ------------------------------------------------------------------ |
|                                         | Champion d'Uruguay et qualification pour la Copa Libertadores 1975 |
|                                         | Vice-champion et qualification pour la Copa Libertadores 1975      |
|                                         | Relégué en deuxième division                                       |
|                                         | T : Tenant du titre P : Promus                                     |

## Bilan de la saison
| Championnat d'Uruguay de football 1974 |                                   |
| Champion                               | Club Atlético Peñarol (31e titre) |
| Qualifications continentales           |                                   |
| Copa Libertadores 1974                 | Club Atlético Peñarol             |
| Copa Libertadores 1974                 | Club Nacional de Football         |
| Promotions et relégations              |                                   |
| Promus en Primera División             | Racing Club de Montevideo         |
| Relégués en Intermedia                 | Club Atlético Bella Vista         |

## Statistiques

### Meilleur buteur
- Fernando Morena  (Peñarol) 27 buts.